# 牛目鮈脂䲁
牛目鮈脂䲁（學名：Gobioclinus gobio），為輻鰭魚綱䲁形目脂䲁科鮈脂䲁屬的一個種，分布於西大西洋美國佛羅里達州東南部、巴哈馬群島、墨西哥猶加敦半島至小安的列斯群島、南美洲北部海域，深度0至15公尺，本魚體壯、頭寬，吻鈍尖，眼大，每眼上各有一根分枝的觸鬚，頸背兩側各有兩條或更多分枝繁多的觸鬚，口大，略斜，牙齒位於口腔頂部兩側，側線鱗48-53片，體頭部淺灰褐色，身體上部呈綠色，下部呈紅色，有4-5條褐色橫帶和淺色間隙，雌魚可能有紅色斑點，而雄魚則沒有，背鰭和臀鰭的斑紋非常淡，尾鰭基部有一條狹窄的暗線，背鰭硬棘19枚、臀鰭硬棘2枚、臀鰭軟條19枚
}}，體長可達6.5公分，棲息在海藻生長茂密的礁石區，雌魚產附著性卵，雄魚會守護卵，幼魚為浮游性，生活習性不明。